# Erika Stefani
Erika Stefani (née le 18 juillet 1971 à Valdagno) est une femme politique italienne membre de la Ligue du Nord.

## Biographie
Elle est entrée en politique en 1999, en tant que conseillère municipale de la commune de Trissino pour la liste civique Insieme per Trissino.
Elle a ensuite rejoint la Lega Nord, étant réélue au conseil de la même municipalité lors des élections locales de 2009 avec la liste Progetto Trissino - Lega Nord. Au cours de son mandat, elle a occupé les fonctions d'adjointe au maire et de conseillère en matière d'urbanisme et de construction privée.
Lors des élections politiques de 2013, elle est élue au Sénat de la République dans la circonscription de la Vénétie, sur la liste de la Lega Nord, et devient membre de la commission des élections et des immunités parlementaires.
Confirmée au Sénat lors de l'élection générale de 2018 dans la circonscription uninominale de Vicence, elle a prêté serment le 1er juin 2018 au président de la République, Sergio Mattarella, en tant que ministre des Affaires régionales et des Autonomies, rejoignant le gouvernement de coalition de Giuseppe Conte, soutenu par la coalition Lega Nord et Movimento 5 Stelle, jusqu'au 5 septembre 2019.
Le 13 février 2021, elle a été investi par le président de la République, Sergio Mattarella, en tant que ministre du Handicap dans le gouvernement Draghi.
Elle est actuellement adjointe au maire de la commune de Trissino.

## Vie privée
En janvier 2012, alors qu'elle s'entraîne en salle de sport pour une course de moto, sa passion, Erika Stefani est victime d'un anévrisme cérébral. Elle est restée dans le coma à l'hôpital pendant quatre jours.